# 82. Deutscher Katholikentag

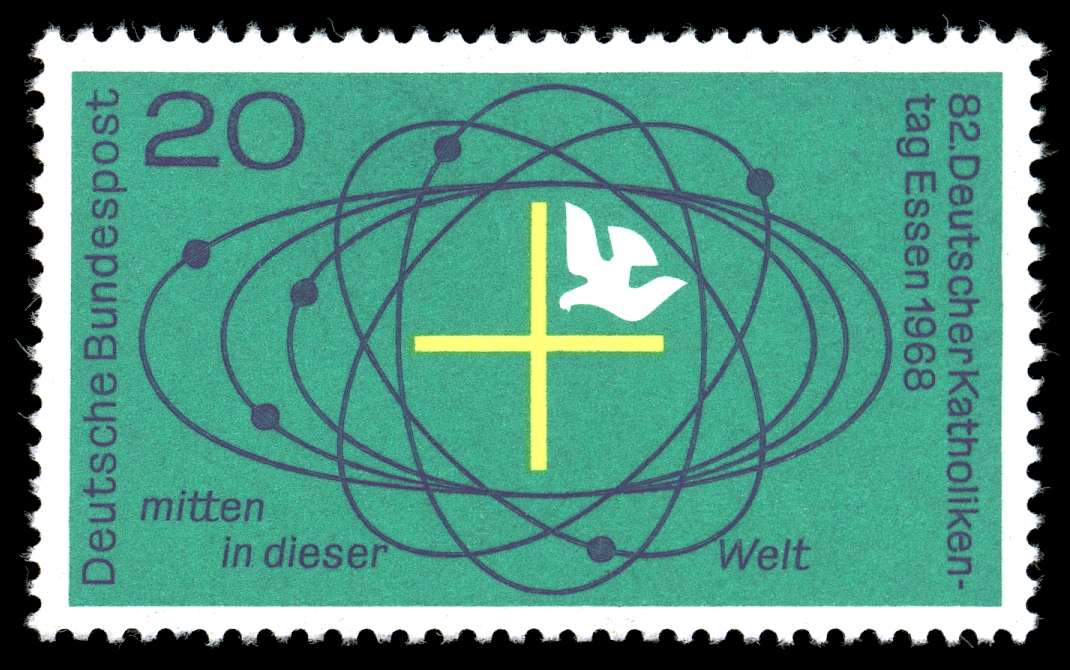
20-Pfennig-Briefmarke von 1968 der Deutschen Bundespost, herausgegeben anlässlich des 82. Deutschen Katholikentags

Der 82. Deutsche Katholikentag war ein Katholikentag, der vom 4. bis 8. September 1968 in Essen stattfand. Er stand unter dem Leitwort „Mitten in dieser Welt“. Zum ersten Mal in Deutschland erhob sich während eines Katholikentags offener Widerstand gegen die Amtskirche. Der 82. Katholikentag kann deshalb als wichtige Zäsur in der Geschichte des Katholizismus in der Bundesrepublik betrachtet werden. Es war der zweite Katholikentag in Essen nach 1932. Veranstalter war das Zentralkomitee der deutschen Katholiken (ZdK).
Es wurde eine Sonderbriefmarke aufgelegt, die ab dem 19. Juli 1968 erhältlich war. 

## Geschichte

### Vor dem Katholikentag
Der 82. Deutsche Katholikentag war geprägt von Erwartungen der Laien an die Römisch-katholische Kirche zur Umsetzung der Beschlüsse des Zweiten Vatikanischen Konzils. Er war zugleich beeinflusst von Enttäuschung über die im Juli 1968 veröffentlichte Enzyklika Humanae Vitae von Papst Paul VI. sowie die 68er-Bewegung und die gewaltsame Niederschlagung des Prager Frühlings im August 1968.
Franz Hengsbach, Bischof des Bistums Essen, galt bis zum Katholikentag als fortschrittlich, vollzog jedoch eine Wende.
Bereits vor Beginn stellte er im Programmheft fest, man wolle während des Katholikentags keine Resolutionen. Dagegen erhob sich während der Delegiertenversammlung der katholischen Verbände Protest, insbesondere von den Delegierten des Bunds der Deutschen Katholischen Jugend (BDKJ). Die Mehrheit stimmte jedoch zu. Im Ruhrgebiet formierte sich die „Katholische außerparlamentarischen Opposition“ (Kapo). Das Aktionskomitee „kritischer Katholizismus“ bildete sich aus Studenten aus Münster, Frankfurt am Main, München und West-Berlin.
Friedrich Kronenberg, Geschäftsführer des ZdK, nannte als Ziel der Essener Veranstaltung, sie solle ein „fragender Katholikentag“ werden. Dazu formulierten 500 Experten bei einer Arbeitstagung des ZdK einen Katalog mit 1170 Fragen, die als Grundlage der Diskussion dienen sollten. Sie wurden unter dem Titel 1170 Forum-Fragen veröffentlicht. Das Aktionskomitee „kritischer Katholizismus“ bezeichnete den Fragenkatalog als Versuch der Manipulation und die für den Katholikentag vorgesehenen 27 Foren als Ablenkungsversuch von der erforderlichen Demokratisierung der Kirche.

### 4. bis 8. September
Der Katholikentag wurde am 4. September 1968 in der Grugahalle eröffnet. Präsident des Katholikentags war Bernhard Vogel, Präsident des ZdK war damals Albrecht Beckel. Die Eröffnungsrede hielt der Theologieprofessor Klaus Hemmerle, später Bischof von Aachen, damals geistlicher Direktor des ZdK. Er rief dazu auf, die Kirche in die Welt einzubringen. Auf Sprechchöre während der Eröffnungsveranstaltung „Hengsbach, wir kommen, wir sind die linken Frommen“ reagierte Franz Hengsbach mit den Worten „Wenn Sie nicht nur links sind, sondern wirklich fromm, dann sind Sie herzlich willkommen!“
Die „Katholische außerparlamentarische Opposition“ zog mit Transparenten, beschriftet mit „Sich beugen und zeugen“ oder „Gehorsam und neurotisch“ in die Veranstaltungssäle und forderte am Eröffnungstag den freiwilligen Rücktritt von Papst Paul VI.
Die 27 vorbereiteten Foren hatten zumeist wenig Besucher, einige Säle waren fast leer. Mit 5000 Teilnehmern fand das Forum „Ehe und Familie“ den stärksten Zuspruch. Referenten waren Georg Scherer und die Eheberaterin Gusti Gebhardt aus Frankfurt. Sie plädierten dafür, katholischen Ehepaaren selbst die Entscheidung über Empfängnisverhütung zu überlassen. Als bekannt wurde, dass Papst Paul VI. für die Abschlusskundgebung eine Rede auf Tonband aufgezeichnet hatte, in der er Zustimmung und Gehorsam zum Verbot der Antibabypille verlangte, verabschiedeten die rund 5000 Teilnehmer des Forums „Ehe und Familie“ – bei 90 Gegenstimmen und 58 Enthaltungen – eine Resolution, wonach sie der Forderung nicht Gehorsam leisten könnten, und forderten eine Revision der kirchlichen Lehre in diesem Punkt.
Beim Katholikentag wurden zum ersten Mal die Politischen Nachtgebete gehalten, die ab Oktober 1968 in Köln stattfanden.
Julius Kardinal Döpfner verlas während der Schlusskundgebung vor 80.000 Teilnehmern eine Grußbotschaft von Paul VI. Sie sollte nach dem Willen des Kirchentags-Führungsgremiums zunächst im Abschlussgottesdienst verlesen werden, doch Bernhard Vogel setzte durch, dass sie bei der Abschlusskundgebung ein größeres Publikum erhielt. In der Grußbotschaft verteidigte der Papst die Enzyklika „Humanae Vitae“. Sie sei von der überwiegenden Mehrheit der Kirche mit Zustimmung und Gehorsam aufgenommen worden. Weiter hieß es, „Nicht wenige aber nehmen heute für sich die Freiheit in Anspruch, ihre rein persönlichen Ansichten mit jener Autorität kundzutun, die sie offensichtlich dem streitig machen, der von Gott dieses Charisma besitzt“.

### Folgen des Katholikentags
Die Ereignisse des Katholikentags übten Druck auf die Amtskirche aus, sich zu reformieren. Aus dem Katholikentag resultierte die Gemeinsame Synode der Bistümer in der Bundesrepublik Deutschland (1971 bis 1975) zur Durchsetzung der Beschlüsse des Zweiten Vatikanischen Konzils.
Aus einer Zeitung, die während der Kirchentags erhältlich war, entstand die Monatszeitung Kritischer Katholizismus, die 1968 gegründet wurde und bis 1974 erschien.

### Verzicht auf den 97. Deutschen Katholikentag
Der 97. Deutsche Katholikentag im Jahr 2008 sollte wiederum in Essen stattfinden. Das Bistum Essen verzichtete jedoch 2005 aus finanziellen und organisatorischen Gründen, den Katholikentag auszurichten. Der 97. Deutsche Katholikentag fand im Mai 2008 in Osnabrück statt.